# 天主教马泰拉-伊尔西纳总教区
天主教马泰拉-伊尔西纳总教区是罗马天主教在意大利南部巴西利卡塔大区设立的一个总教区。1986年起使用今名。目前是天主教波坦察-穆罗卢卡诺-新马尔西科总教区的附属教区。